# 汉堡地牢

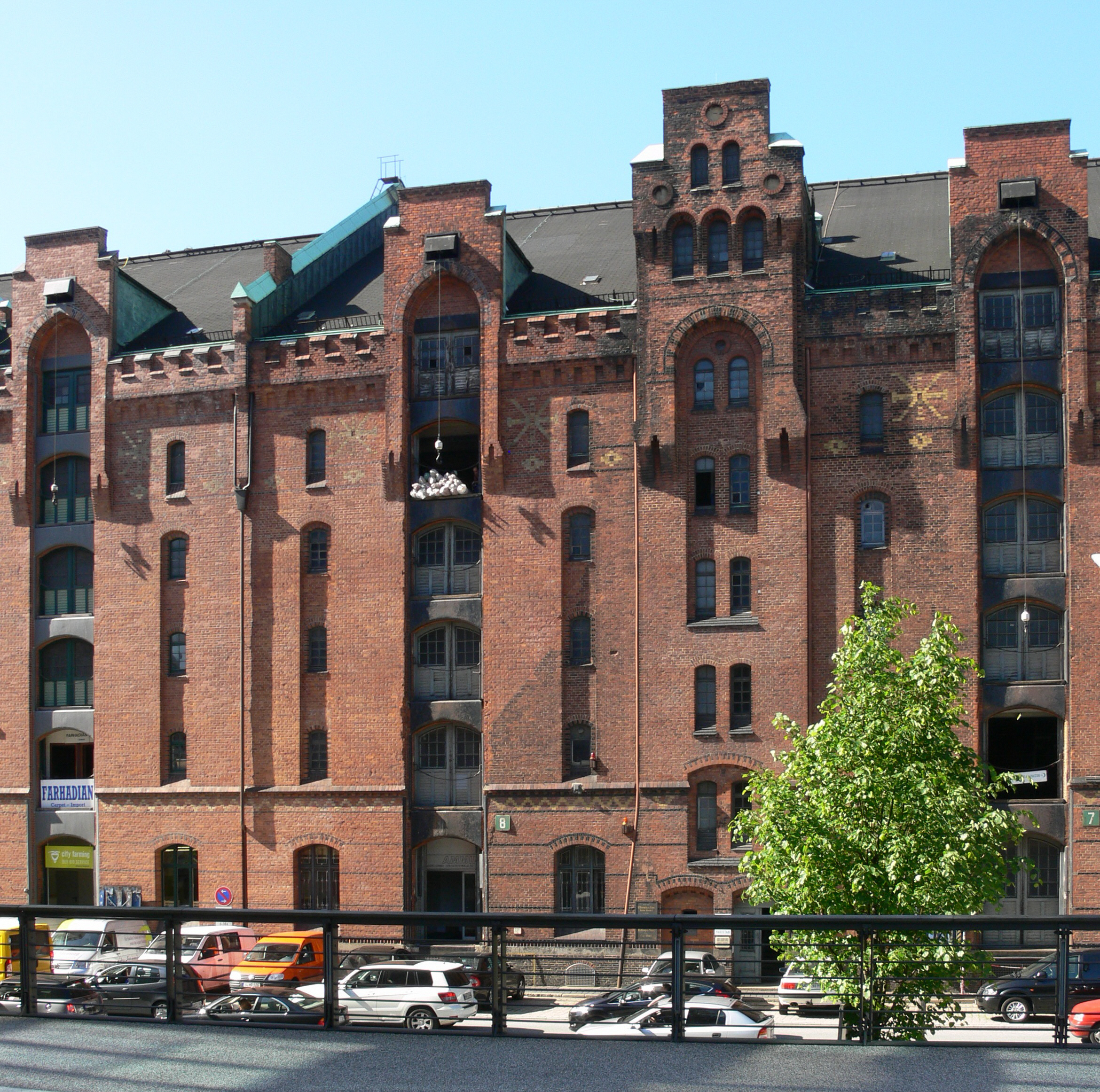
汉堡地牢

汉堡地牢（Hamburg Dungeon）是默林娱乐集团旗下的连锁旅游景点，建于2000年。该集团在欧洲还设有伦敦地牢、约克地牢、爱丁堡地牢、阿姆斯特丹地牢和柏林地牢等，汉堡地牢是在欧洲大陆建成的第一个同类景点。汉堡地牢提供一段通过汉堡黑暗历史的旅程，以演员为主导的互动体验。场景包括盘问走私、1842年可怕的汉堡大火、1664年鼠疫流行、异端裁判所、模拟海盗船战斗、1717年圣诞节风暴潮洪水，以及使汉堡损失三分之一人口的1892年霍乱大流行。